# ذا سماشينغ بامبكنز
ذا سماشينغ بامبكنز (The Smashing Pumpkins) أو فقط سماشينغ بامبكنز (Smashing Pumpkins) هي فرقة روك بديل أمريكية من شيكاغو تكونت سنة 1988.

## روابط خارجية
- ذا سماشينغ بامبكنز على موقع IMDb (الإنجليزية)
- ذا سماشينغ بامبكنز على موقع الموسوعة البريطانية (الإنجليزية)
- ذا سماشينغ بامبكنز على موقع ميوزك برينز (الإنجليزية)
- ذا سماشينغ بامبكنز على موقع رولينغ ستون (الإنجليزية)
- ذا سماشينغ بامبكنز على موقع رولينغ ستون (الإنجليزية)
- ذا سماشينغ بامبكنز على موقع أول ميوزيك (الإنجليزية)
- ذا سماشينغ بامبكنز على موقع ديسكوغز (الإنجليزية)